# Radisson (Quebec)
| Radisson                          |           |
|                                   |           |
| Coordenadas: 53°4737"N, 77°3704"O |           |
| Província                         | Quebec    |
| Fundado em                        | 1975      |
| Código postal                     | J0Y       |
|                                   |           |
| Área                              |           |
| - Cidade                          | 5.88 km²  |
| Fuso horário                      | UTC -5/-4 |
| População ([[]])                  |           |
| - Cidade                          | 270       |
| Website: [http:// ]               |           |

Radisson é uma localidade situada próximo à usina hidrelétrica Robert Bourassa, no Rio La Grande na região da Jamésie, na província de Quebec, Canadá. Geograficamente, localiza-se a meia distância entre os extremos norte e sul da província, sendo juntamente com Schefferville o único povoamento não indígena ao norte do paralelo 53 no Quebec.
Radisson foi fundada em 1974 para abrigar os trabalhadores da hidrelétrica da Baía de James, recebendo seu nome em homenagem a Pierre-Esprit Radisson, explorador francês do século XVII e fundador da Companhia da Baía de Hudson. Em 1977, no período de pico do projeto de construção, a população chegou a 2.500. O principal empregador é a Hydro-Québec.